# Florilor
Florilor este un cartier din municipiul Brașov.